# Etochóri
Etochóri (em grego: Αετοχώρι; romaniz.: Aetochóri) é uma vila grega da unidade regional de Evros, no município de Alexandrópolis, na unidade municipal de Trajanópolis, na comunidade de Doricó. Localizada numa atitude de 75 metros, próximo a ela estão as vilas de Doricó e Péfca. Segundo censo de 2011, têm 80 habitantes.